# شدو خارپشت
شدو خارپشت (به انگلیسی: Shadow the Hedgehog) شخصیتی است که در سری بازی سونیک خارپشتِ سگا ظاهر می‌شود. او توسط تاکاشی ایزوکا و شیرو مائکاوا خلق شده است و اولین بار در سونیک ادونچرز ۲ (۲۰۰۱) ظاهر شد. در دنیای خیالی سونیک، شدو یک جوجه تیغی سیاه انسان نما است که توسط پروفسور جرالد روباتنیک، یعنی پدربزرگ آنتاگونیست دکتر اگمن خلق شده است. شدو پس از مشاهده مرگ بهترین دوستش ماریا روباتنیک، در ابتدا به دنبال انتقام است، اما بعداً قول می‌دهد که به وعده خود به وی عمل کند و از جهان در برابر خطر محافظت کند. شدو که یک ضدقهرمان است، نیت خوبی دارد اما هر کاری که لازم باشد برای رسیدن به اهدافش انجام می‌دهد و او را در تضاد با سونیک خارپشت قرار می‌دهد.
او ویژگی‌های بسیاری را با سونیک به اشتراک می‌گذارد و کنترل‌های مشابهی را در بازی‌ها دارد، اما با استفاده از وسایل نقلیه و سلاح‌های آتشین متمایز است. ایده شو در طول توسعه سونیک ادونچر (۱۹۹۸) آغاز شد. ایزوکا و مکهوا تلاش کردند او را به عنوان یک شخصیت ظریف و «باحال» که بازیکنان می‌توانند به آن اهمیت دهند، نشان دهند. هدف از سونیک ادونچر ۲ این بود که تنها بازی شدو باشد، اما محبوبیت او در میان طرفداران باعث شد که سونیک تیم او را در سونیک هیروز (۲۰۰۳) به نمایش بگذارد. از آن زمان، شدو در بازی‌های متعدد سونیک از جمله اسپین آف شدو هجهاگ (۲۰۰۵) ظاهر شده است. او همچنین در اقتباس‌های متعدد سونیک، در کامیک‌ها و محصولات تجاری ظاهر شده است.
شدو یکی از محبوب‌ترین شخصیت‌های سونیک است و توسط رکورد جهانی گینس در سال ۲۰۱۱ به عنوان یکی از بزرگ‌ترین شخصیت‌های بازی‌های ویدیویی نامگذاری شد. با این حال، او در میان روزنامه نگاران بازی‌های ویدیویی اختلاف ایجاد کرده است. برخی از او را در بازی سونیک ادونچر ۲ و حفظ سطح او از موضوع سونیک ستایش کردند، اما دیگران از شخصیت تاریک و اندیشه انگیز او انتقاد کردند، به ویژه در بازی‌های بعدی. بازی شدو به‌طور کلی بررسی‌های منفی دریافت کرد، اگرچه فروش خوبی داشت و با گذشت زمان هوادارانی پیدا کرد.

## توصیف شخصیت
شدو یک جوجه تیغی سیاه انسان‌نما است که در سری بازی‌های پلتفرمی سونیک خارپشتِ سگا و اسپین‌آف‌های مختلف آن ظاهر می‌شود. او اولین بار در سال ۲۰۰۱ در بازی سونیک ادونچرز ۲ ظاهر شد، یعنی آخرین بازی سونیک که برای کنسول بازی ویدیویی سگا منتشر شد. نقش‌های او در بازی‌ها متفاوت است. برخی از بازی‌های سری اصلی سونیک ادونچرز ۲، قهرمانان سونیک (۲۰۰۳)، و سونیک خارپشت (۲۰۰۶) او را به عنوان یک شخصیت اصلی قابل بازی نشان می‌دهند، و او شخصیت اصلی شدو خارپشت (۲۰۰۵) و یک بسته محتوای قابل دانلود برای نیروهای سونیک (۲۰۱۷) است. دیگر رسانه‌های، مانند بازی سونیک جنریشنز (۲۰۱۱)، او را به عنوان یک شخصیت غیرقابل‌بازی محدود کرده‌اند.
شدو یک ضدقهرمان مرموز، تیزبین و متفکر است. در حالی که هدف نهایی او محافظت از جهان در برابر خطر است، او از انسانیت متنفر است، و هنگامی که هدفی را تعیین می‌کند، هر کاری که لازم باشد را برای انجام آن انجام می‌دهد. این اغلب باعث می‌شود که او بدون فکر کردن به خطرات به کار خود بپردازد و او را با قهرمان سری سونیک خارپشت در تضاد قرار دهد. شدو اگرچه تنهاست، با گنج‌یاب روج و ربات ئی-۱۲۳ اومگا در بازی‌هایی مانند قهرمانان سونیک، سونیک خارپشت (۲۰۰۶) و نیروهای سونیک همکاری می‌کند. شدو در برخی از بازی‌ها با سونیک متحد می‌شود، اما همچنین با دکتر اگمن در سونیک ادونچرز ۲ و شدو خارپشت متحد می‌شود.
شدو شباهت‌های زیادی با سونیک دارد. از نظر بصری، بن استال از گیم‌اسپات، شدو را به عنوان «نسخه ای شیطانی از خود سونیک - از نظر ظاهری مشابه، اما با پوستی تیره‌تر، چشم‌هایی زاویه دار تر، ترسناک تر به جای پوزخند مشهور (علامت تجاری سونیک)» توصیف کرد. جاستین لیپر از گیمزرادار+ گفت که اگر سونیک سوپرمن باشد، پس شدو بتمن وی خواهد بود. شخصیت‌ها در بازی‌ها به‌طور مشابه کنترل می‌شوند، زیرا هر دو مهارت‌ها و توانایی دویدن با سرعت‌های بالا را به اشتراک می‌گذارند. شدو در برخی بازی‌ها ویژگی‌های منحصربه‌فردی دارد، مانند استفاده از سلاح گرم و استفاده از وسایل نقلیه در شدو خارپشت و سونیک خارپشت. او همچنین می‌تواند از «الماس هرج‌ومرج» برای اجرای «Chaos Control» استفاده کند - به او اجازه می‌دهد زمان را تحریف کند - و سلاح‌هایی مانند نیزه ایجاد کند. مانند سونیک، شدو می‌تواند به یک فرم «سوپر» تبدیل شود که به او قدرت‌های ویژه‌ای می‌دهد.